# میکله فرانجیلی
میکله فرانجیلی (ایتالیایی: Michele Frangilli؛ زادهٔ ۱ may ۱۹۷۶ (۴۸ سال)) یک کماندار اهل ایتالیا است.